# Spelaeabraeus agazzii
Spelaeabraeus agazzii är en skalbaggsart som beskrevs av Moro 1957. Spelaeabraeus agazzii ingår i släktet Spelaeabraeus och familjen stumpbaggar.

## Underarter
Arten delas in i följande underarter:
- S. a. ciaurlecensis
- S. a. agazzii
- S. a. cavallensis